# Siennica Różana (Krasnystaw)
Pour les articles homonymes, voir Siennica Różana.
Siennica Różana (prononciation : [ɕenˈnit͡sa ruˈʐana]) est un village polonais de la gmina de Siennica Różana dans le powiat de Krasnystaw de la voïvodie de Lublin dans l'est de la Pologne.
Le village est le siège administratif (chef-lieu) de la gmina appelée gmina de Siennica Różana.
Il se situe à environ 11 kilomètres à l'est de Krasnystaw (siège du powiat) et 59 kilomètres au sud-est de Lublin (capitale de la voïvodie).
Le village comptait approximativement une population de 1 000 habitants en 2006.

## Histoire
De 1975 à 1998, le village est attaché administrativement à la Voïvodie de Chełm.

Depuis 1999, il fait partie de la nouvelle voïvodie de Lublin.